# Avenue Verte
L'Avenue Verte, chiamata anche Greenway è un sentiero, inaugurato in occasione delle Olimpiadi di Londra, nel 2012, che collega la capitale britannica a Parigi; pensato per escursionisti ed appassionati della mountain bike, è ancora lungi dall'essere completo, in quanto alcuni suoi tratti sono provvisori. La parte francese e quella britannica del sentiero sono collegate tra loro dai traghetti che percorrono la rotta Dieppe - Newhaven.

## Descrizione

### Regno Unito
In territorio britannico il sentiero segue il percorso della National Cycle Network, che collega Londra alla costa meridionale dell'isola. La Avenue Verte raggiunge l'East Sussex correndo poi lungo la National Cycle Route 2. Gran parte del sentiero non è pavimentata; suo punto terminale (o iniziale) è considerata la Cattedrale di Saint-Paul.

### Francia

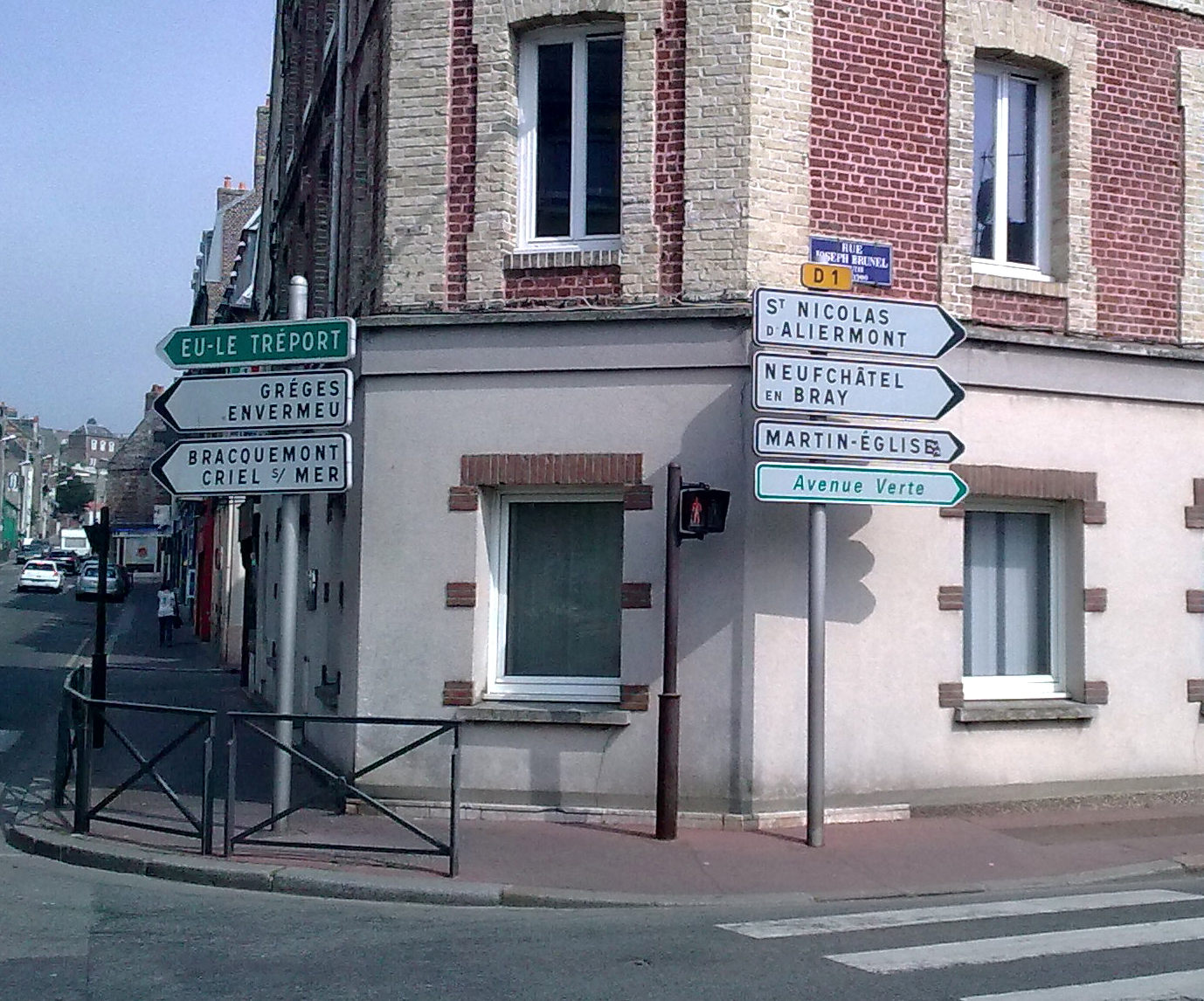
Inizio dell'Avenue Verte nel centro storico di Dieppe

Nel continente, il sentiero segue l'ex tracciato della ferrovia che congiungeva Parigi a Dieppe. In particolare, da Arques-la-Bataille, il tracciato giunge attualmente sino a Forges-les-Eaux. Quando sarà completa, l'Avenue Verte condurrà fino a Parigi.